# Велике замирення

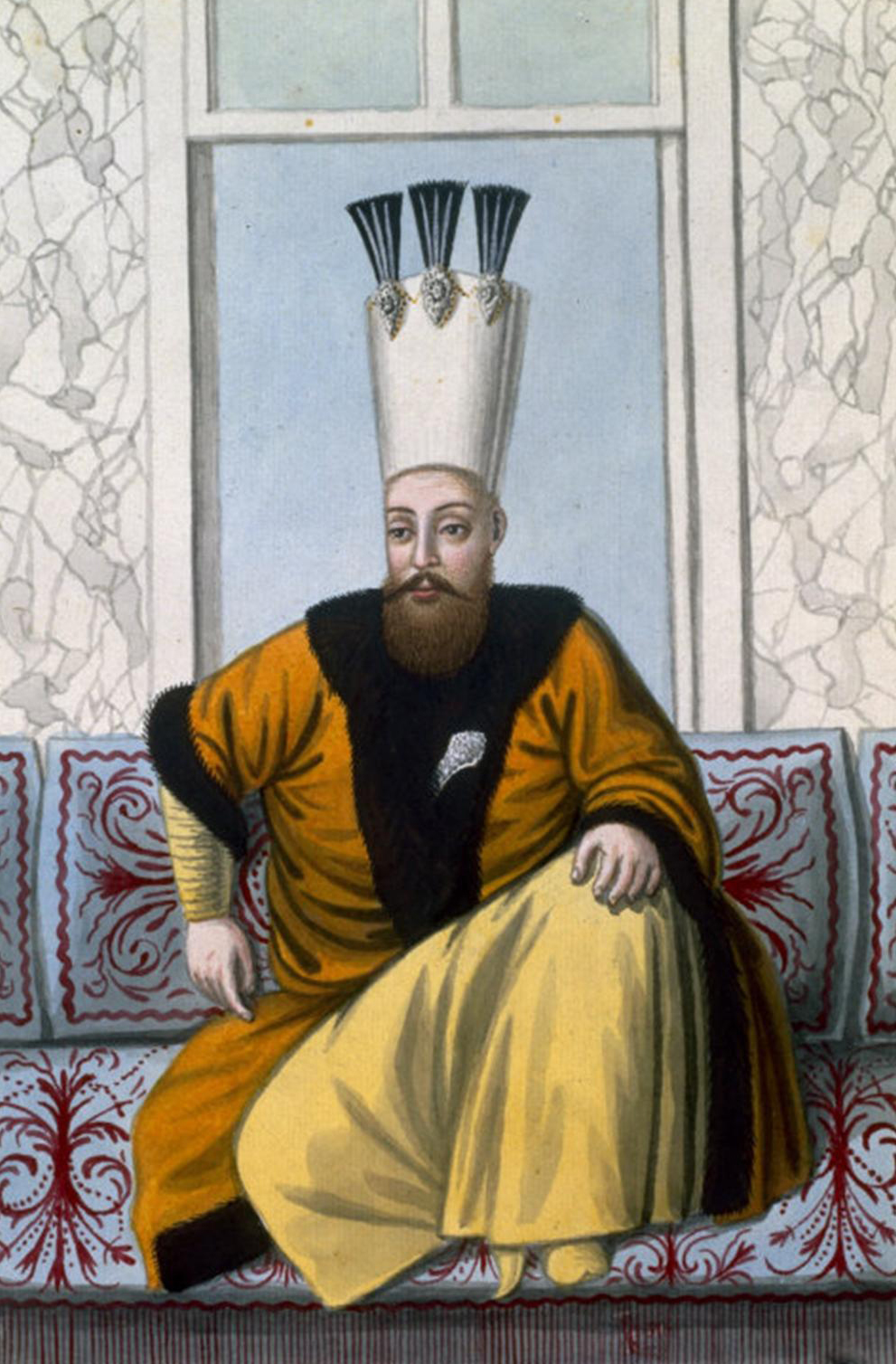
Махмуд I

Велике замирення (тур. Büyük sakin) — період в історії Османської імперії, що загалом збігається з правлінням султанів Махмуда I, Османа III та Мустафи III.

## Історія
У вузькому сенсі «великим замиренням» називають час між Белградським миром (1739) та початком Російсько-турецької війни 1768—1774, коли Порта і справді не воювала із християнськими державами. Махмуд I замирився зрештою і з Іраном, уклав «вічний мир» з Марією Терезією, надав «вічні капітуляції» французьким підданим, які дали їм змогу поступово підпорядкувати собі майже всю торгівлю Османської імперії. Посланці Людовика XV намагалися втягнути султана у військові суперечки між європейськими монархіями, але султан твердо тримався нейтралітету. Ще ніколи імперія так довго не насолоджувалася миром на своїх кордонах.
Втім, і у внутрішній політиці це був час спокою, адже вже Махмуд I відзначався незвичною для династії Османів м'якістю та гуманністю — не убив свого попередника, якого усунули від влади, та його синів і взагалі уникав страт, і такою ж була поведінка махмудового брата Османа III.
Кульмінацією «великого замирення» вважають час урядування Рагіпа-паші, великого візира Мустафи III у 1757—1763. У Європі в цей час тривала Семирічна війна, але Османська імперія стояла осторонь, дістаючи від політики невтручання чималий зиск.